# Miloslav Kraus
Miloslav Kraus (3. února 1902 Louny – 7. června 1952 Věznice Pankrác) byl český kolaborant s nacisty odsouzený komunistickým režimem k trestu smrti a v roce 1952 popraven.

## Životopis

### Mládí a první republika
Narodil se v roce 1902 Lounech. V září 1920 narukoval jako dobrovolník k pěšímu pluku č. 46. Nedlouho poté začal studovat na Vojenské akademii v Hranicích. V září 1922 se stal poručíkem a byl převelen k dělostřeleckému pluku se sídlem v Olomouci. V srpnu 1923 začal působit u dělostřeleckého pluku v Bílině. V dubnu 1927 byl poté přemístěn k dělostřeleckému pluku v Domažlicích. V lednu 1929 byl povýšen do hodnosti nadporučíka a v lednu 1933 na kapitána. Od dubna do listopadu 1934 působil u dělostřeleckého oddílu v Rožňavě. V listopadu 1934 se stal účastníkem topografického kurzu. Od srpna 1935 do března 1936 působil ve Vojenský zeměpisném ústavu. Od března 1936 do března 1939 byl umístěn u dělostřeleckého pluku v Lučenci, kde se v listopadu 1936 stal štábním kapitánem. 

### Druhá světová válka
Po okupaci Československa usiloval o to, aby nedošlo k jeho demobilizaci a místo toho byl převelen do armády Slovenského štátu. To se mu na krátko podařilo, nicméně poté byl ze Slovenska vyhoštěn. V roce 1939 se stal členem fašistické oraganizace Vlajka. V ní předstíral, že je protinacistickým odbojářem spolupracujícím s britskou zpravodajskou službou. Od léta 1941 pracoval na katastrálním úřadě v Praze, přičemž na tomto pracovišti mj. špehoval pro německou tajnou policii. V důsledku jeho spolupráce s nacisty došlo k zatčení několika osob, a to nejméně v letech 1940 a 1942, z nichž někteří zatčení poté v koncentračních táborech zemřeli či byli popraveni. Dohromady měl podíl na zatčení asi třiceti osob, udal například členy rodiny četaře vládního vojska Otakara Zeithammela, s jehož sestrou byl zasnouben, a kteří ve svém bytě ukrývali letce RAF. Podle pozdějších výpovědí měl rovněž aktivně užívat pozdrav Heil Hitler. V roce 1944 usiloval o členství ve vládním vojsku.

### Zatčení a odsouzení

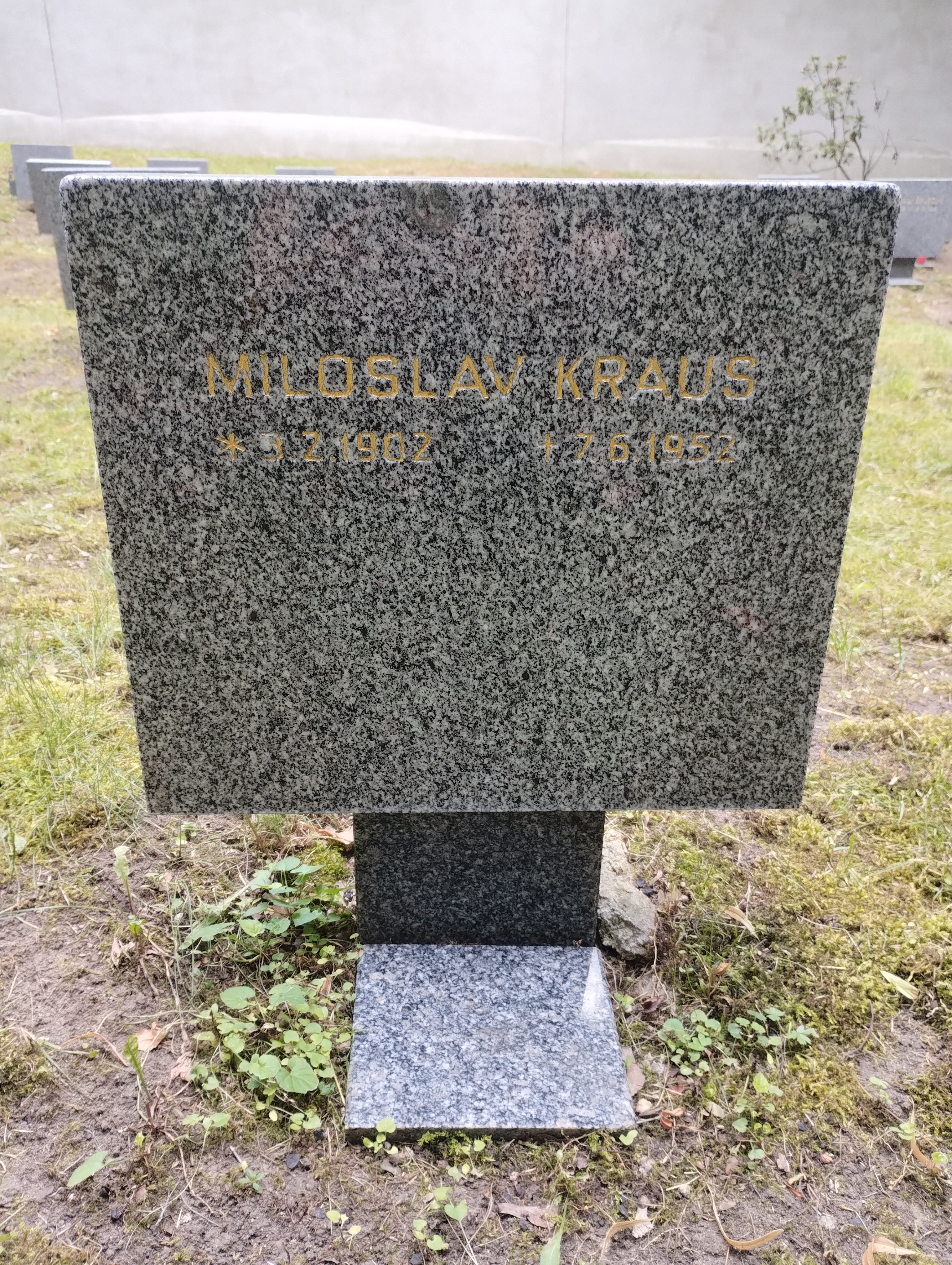
Symbolický náhrobek M. Krause se stále nachází na Čestném pohřebišti v Ďáblicích (2025)

Po konci druhé světové války byl po osvobození Československa zadržen. Brzy po zatčení ovšem zcela přestal komunikovat a postupně přestal podle lékařů vnímat dění kolem sebe. Krátce poté byl převezen do Psychiatrické nemocnice v Bohnicích. V roce 1948 žádali jeho rodiče neúspěšně o jeho propuštění z ní. V dubnu 1950 se jej rozhodl komunistický režim i přesto postavit před soud. V květnu 1950 se měl přitom jeho stav náhle zhoršit. Komunistický režim však ohled na duševní choroby často nebral (viz např. případ Bohumila Sixty) a v únoru 1952 tak byl Kraus odsouzen k trestu smrti. V březnu 1952 začal držet hladovku a potrava mu musela být aplikována přímo do žaludku vyživovací trubicí. V dubnu 1952 nicméně Nejvyšší soud rozsudek potvrdil. Ještě před popravou stihl Kraus zcela bez problému sepsat jasně srozumitelný dopis adresovaný svým rodičům, v němž je žádá o to, aby prezidenta Klementa Gottwalda požádali o milost. Zároveň v něm jevil přání začít pracovat jako agent StB. Popraven byl v červnu 1952. Pohřben byl na Evangelickém hřbitově ve Strašnicích.
Mylně je v některých seznamech uváděn jako hrdina třetího odboje, který byl odsouzen v politickém procesu. Na Čestném pohřebišti na Ďáblickém hřbitově mu byl dokonce omylem symbolický náhrobek, který se na hřbitově stále nachází. Psychickou nemoc, kterou měl roky trpět, s nejvyšší pravděpodobností celou dobu jen předstíral.